# Aegomorphus hebes
Aegomorphus hebes es una especie de escarabajo longicornio del género Aegomorphus,  subfamilia Lamiinae. Fue descrita científicamente por Bates en 1861.
Se distribuye por Brasil, Perú y Guayana Francesa. Mide 10,6 milímetros de longitud.